# Treffrin
Treffrin é uma comuna francesa na região administrativa da Bretanha, no departamento Côtes-d'Armor. Estende-se por uma área de 7,51 km². Em 2010 a comuna tinha 555 habitantes (densidade: 73,9 hab./km²).